# 토미 세바크
토미 세바크(Tommy Seebach, 1949년 11월 14일~2003년 3월 31일)는 덴마크의 가수이다. 3차례의 유로비전 송 콘테스트(1979, 1981, 1993)에서 덴마크 대표로 참가했다.